# Визбор, Юрий Иосифович
Ю́рий Ио́сифович (Юзефович) Ви́збор (20 июня 1934, Москва — 17 сентября 1984, Москва) — советский автор-исполнитель песен, поэт, певец, киноактёр, писатель, журналист, киносценарист, кинодокументалист, драматург и художник. Один из основоположников жанра авторской, студенческой, туристской песни. Создатель жанра «песни-репортажа», автор более 300 песен. Член Союза журналистов и Союза композиторов СССР.

## Биография

### Ранние годы
Юрий Визбор родился 20 июня 1934 года в Москве в роддоме на Миусах.
Мать — Мария Григорьевна, урождённая Шевченко (1912—1999), родилась в Екатеринодаре, окончила курсы акушерок, во время войны работала в санэпидстанции и училась в 1-м Медицинском институте. Потом более 30 лет проработала в Министерстве здравоохранения СССР, была членом международных медицинских учреждений, побывала почти в 50 странах мира.
Отец — Иозас (Юозас) Ионасович Визборас (24 июля (6 августа) 1903—1938, в России — Иосиф (Юзеф) Иванович Визбор), литовец, родился в Либаве в семье Иоанна Визбора и Антонины, урождённой Фиревич, крестьян Пупанской волости Вилькомирского уезда Ковенской губернии, образование среднее, моряк, во время гражданской войны на Южном фронте — командир в РККА, в середине 1930-х годов — на руководящей работе в милиции Таджикистана. В 1934 году был ранен в спину. Затем был оперуполномоченным ОБХСС в Москве. 14 января 1938 года был арестован, 23 марта 1938 года комиссия НКВД и Прокуратуры СССР приговорила его к расстрелу по обвинению в принадлежности к контрреволюционной латышской националистической организации по пунктам 6, 10 и 11 58 статьи УК РСФСР («за контрреволюционную деятельность»), и 5 апреля 1938 года приговор был приведён в исполнение на Бутовском полигоне НКВД. 14 августа 1958 года был реабилитирован посмертно. Семья была выселена из комнаты в поселке НКВД «Сокол», где у отца было служебное жильё (посёлок НКВД был построен на землях одноимённого кооперативного посёлка «Сокол», с другой стороны ул. Врубеля, отсюда путаница с первым адресом Визбора). Некоторое время Мария с Юрием жили на даче в Петровском парке, затем уехали на год в Хабаровск, тем временем 13-летнюю сестру Антонину определили в специальный детский дом для детей врагов народа. В 1941 году семья вернулась в Москву, где поселилась на улице Сретенка. Мария Григорьевна вышла замуж вторично, отчимом стал Иван Кузьмич Ачетков, рабфаковец, выходец из рабочих, работавший в Госкомитете по строительству. Отношения с ним у Юрия не сложились. В 1951 году мать развелась с отчимом.
В автобиографии Визбор пишет, что он написал своё первое стихотворение в 14 лет.

### Учёба в МГПИ
В 1951 году Визбор окончил московскую среднюю школу № 659 и поступил в Московский государственный педагогический институт им. В. И. Ленина, большую часть времени в старших классах он проводил в аэроклубе, совершенно забросив учёбу и рассчитывать на престижный технический ВУЗ просто не мог. На выбор вуза повлиял его одноклассник Владимир Красновский, о котором Визбор говорил: «Не было человека в моей судьбе, который оказал бы на меня большее влияние, чем Володя… Он научил меня любить музыку, песни, любить и понимать литературу». Ещё в школе он научил Юрия играть на гитаре. В МГПИ уже существовали песенные традиции, связанные как с самодеятельностью студентов, так и с туризмом. Впечатления от первых походов по Подмосковью и Карелии стали основой для первых песен Визбора.
Песни «Мадагаскар» и «Парень из Кентукки» быстро стали популярными среди московского студенчества. Буква «П» в аббревиатуре названия МГПИ в начале 1950-х годов расшифровывалась в студенческой среде как «Поющий». Это был один из центров нарождавшегося в то время жанра «самодеятельной», или «авторской песни», и Визбор сразу стал ярчайшим представителем этого жанра.
В этот период Визбор сочинял песни на известные мелодии или с использованием таковых. Авторами некоторых мелодий являлись его друзья В. Красновский, С. Богдасарова, В. Олеников.
К периоду учёбы относятся десятки ранних песен Визбора, в том числе «Гимн МГПИ—МПГУ»:

Много впереди путей-дорог,

И уходит поезд на восток.

Светлые года

Будем мы всегда

Вспоминать.

Много впереди хороших встреч,

Но мы будем помнить и беречь

Новогодний зал,

Милые глаза,

Институт. 

### Распределение и армия
В 1955 году Визбор окончил МГПИ по специальности «Русский язык и литература». С августа по сентябрь работал по распределению учителем средней школы на станции Кизема Печорской железной дороги (Архангельская область), куда опять-таки отправился вместе с Владимиром Красновским. В октябре того же года оба были призваны в ряды Советской армии и служили вместе в воинских частях, расположенных на территории Кандалакшского горсовета Республики Карелия (ныне Мурманская область). К концу службы был радистом 1-го класса, чемпионом военного округа по радиосвязи. Сочинял стихи и песни на армейские темы, публиковал их в газете соединения и военного округа.
Армейский период, по мнению Р. Шипова, составителя собрания сочинений Ю. Визбора, сыграл определяющую роль в формировании автора как поэта. Именно тогда он сочинил первую песню на собственную музыку — «Синие горы» («Я помню тот край окрылённый…»). Он на всю жизнь полюбил Север, куда впоследствии возвращался и по журналистским делам и к друзьям.
Во время службы и сразу после увольнения в запас написал повесть «На срок службы не влияет» (впервые опубликована в двухтомном собрании сочинений после смерти автора). В 1963 году на неё дал положительную рецензию Константин Симонов, но главный редактор журнала «Юность» Борис Полевой не решился на публикацию. Повесть автобиографична: в главном герое Константине Рыбине угадывается сам Визбор, а в его друге Владимире Красовском — его школьный, институтский и армейский друг Владимир Красновский.

### Начало журналистской карьеры и популярность песен
В октябре 1957 года уволился в запас из армии в звании старшего сержанта и начал работать журналистом, вначале внештатно на Московском радио. Послеармейский период (по 1963 год) в бытовом плане был непростым: постоянной работы не было, зато создалась молодая семья (Визбор женился на однокурснице Аде Якушевой). В этом браке родилась дочь Татьяна, впоследствии журналист и радиоведущая. Сложный в бытовом плане период был, однако, плодотворным: к нему относятся ставшие чрезвычайно популярными песни «Охотный ряд», «Домбайский вальс», «Спокойно, дружище» и «Синий перекрёсток».
В 1960 году Визбор сочинил песню «Если я заболею» на стихи Ярослава Смелякова, немного сократив стихотворение и внеся коррективы для согласования с музыкальным размером. Она обрела широкую популярность и в 1961 году была опубликована в журнале «Музыкальная жизнь». В одном из выступлений на радио Ярослав Смеляков сказал: «Самое большое счастье для поэта, когда его стихи без его ведома становятся народной песней. Так вышло с моим стихотворением „Если я заболею“…» Эта песня стала единственной, в которой Ю. Визбор выступил только в качестве композитора.

Песни Визбора, распространяемые в неофициальных магнитофонных записях, приобрели популярность среди интеллигенции — сперва в Москве, а затем и по всей стране.
В 1957 году Визбор стал одним из организаторов звуковой газеты «Говорит Комсомолия».
В 1961 году совместно с писателем С. Смирновым написал сценарий к фильму Б. Рыцарева «Выше неба», для которого также сочинил 6 песен, в том числе «Домбайский вальс».
«Он дал своему поколению голос, дал жанр, и именно с его лёгкой руки пошло уже поветрие и появились менестрели следующих поколений — принцип был распознан, почин подхвачен, создалась традиция, артистическая система, оказавшая влияние на поэзию и ставшая её частью». Лев Аннинский.
В 1962 году принял участие в создании радиостанции «Юность». Он начинает также концертную деятельность.

С 1963 года Визбор отказывается от сотрудничества с друзьями в создании песен, используя помощь профессиональных композиторов лишь при сочинении песен «на заказ» для эстрады, театра и кино.
В 1963 году Визбор выступил как один из основателей популярного звукового журнала «Кругозор», в котором впоследствии проработал до 1970 года. По заданиям журнала объездил всю страну и стал родоначальником нового жанра «песни-репортажа»: в выпуске № 1 звукового журнала в 1964 году прозвучала первая такая песня — «На плато Расвумчорр».
В 1966 году его репортажи отмечены в числе лучших материалов журнала. В том же году выходит первый сборник рассказов Визбора «Ноль эмоций».
В 1967 году вступает в КПСС. Пишет сценарий к документальному фильму «Тува — перекрёсток времён» (Свердловская киностудия).
1971 год стал первым активным годом в концертной деятельности Визбора: состоялось тридцать его выступлений в городах страны, а самым активным стал 1976 год (семьдесят концертов).
В 1974 году состоялась премьера пьесы «Автоград XXI» в Московском Театре имени Ленинского комсомола (режиссёр и соавтор М. Захаров), затем в 1975 пьесы «В списках не значился» по повести Б. Васильева. 

С 1974 по 1984 год эта пьеса была поставлена в двадцати семи театрах страны.
В 1979 году Московский клуб самодеятельной песни подготовил сборник произведений Ю. Визбора.
В 1980 году в соавторстве с Д. Сухаревым создал текст песни для кинофильма «Москва слезам не верит» (режиссёр В. Меньшов).
В последние годы жизни Визбор продолжает активно работать в телевизионном кино, создавать песни, в том числе и для телефильмов, выступать с концертами.
Юрий Визбор был горячим поклонником альпинизма, постоянным и желанным участником летних экспедиций команды мастеров московского клуба «Спартак», руководимой В. Д. Кавуненко и выступавшей на чемпионатах ВЦСПС, СССР и РСФСР; альпинистские восхождения проходили в горах Кавказа, Памира, Тянь-Шаня, Гиссаро-Алая. В этих выездах он написал несколько десятков песен о горах, а опыт горовосхождений был отражён в сюжете повести «Альтернатива вершины „Ключ“».
Имел звание инструктора по горнолыжному спорту; опыт работы в горах Кавказа и жизненные наблюдения впоследствии легли в основу повести «Завтрак с видом на Эльбрус».

### Создатель телефильмов
С 1967 года, начав создавать сценарии для документальных фильмов и затем попробовав себя как режиссёр, к 1970 году Визбор перешёл на работу в сценарный отдел творческого объединения «Экран» Государственного комитета по радио и телевидению (см. «Песня о поэтах»: Служат поэты в госкомитетах, // Ездят в такси, а чаще в метро.).
Его командировки связаны с крупнейшими проектами времени: строительством КамАЗа и Братской ГЭС, освоением Самотлора, разработкой месторождений Якутии.
За сценарий и текст документального фильма «Доктор» Визбор получил Гран-при на Международном фестивале Красного Креста в Варне (1976 год).
В 1976 году был принят в Союз кинематографистов СССР; в 1979 году фильм «На полюс!» («Центранаучфильм»), текст для которого написал Ю. Визбор, был удостоен Гран-при Международного кинофестиваля в Сан-Винценте (Италия).

### Актёрская карьера
Первую роль в кино Визбор сыграл в 1966 году, снявшись в известном фильме Марлена Хуциева «Июльский дождь». По собственному признанию Визбора, когда режиссёр позвонил ему и предложил сняться в кино, он воспринял это как розыгрыш. Тем не менее для непрофессионального актёра дебют Визбора оказался очень убедительным; и роль обаятельного «человека с гитарой», обольстителя девушек Алика стала для него одной из самых удачных ролей. В фильме Визбор исполнил три песни: «Простите пехоте» Б. Окуджавы, «Обеденный перерыв» Е. Клячкина и собственную «Спокойно, дружище, спокойно!..»
В 1968 году снимается в фильме «Возмездие» в роли генерала Захарова.
В дальнейшем Визбор регулярно снимался в кино:
- 1968 год — «Красная палатка» (профессор Бегоунек),
- 1969 год — «Рудольфио» (Рудольф),
- 1971 год — «Переступи порог» (Директор школы),
- 1971 год — «Ты и я» (Саша),
- 1973 год — «Семнадцать мгновений весны (Мартин Борман)
- 1982 год — «Нежность к ревущему зверю» (Одинцов)

и так далее.

### Болезнь и смерть
В начале марта 1984 года в альпинистском лагере «Цей» Визбор написал свою последнюю песню — «Цейская». По возвращении в Москву почувствовал себя плохо и у него был диагностирован рак печени.
Его дочь вспоминала:

Последнюю неделю жизни отец провёл в больнице, у него в печени обнаружили метастазы. Диагноз поставили в мае, а в сентябре он умер.В больнице отец терпел жуткие муки, но не разрешал колоть себе морфий.Говорил: не хочу привыкать, чтобы не стать морфинистом. У папы есть фраза: «Уйти на дно, не опуская флаг». Он так и умер: во время разговора с медсестрой, отпуская ей комплименты.
Юрий Визбор скончался 17 сентября 1984 года в Москве, на 51-м году жизни.

Могила на Кунцевском кладбище

Похоронен на московском Кунцевском кладбище.

## Личная жизнь
Юрий Визбор был женат 4 раза.
- В 1958 году женился на Аде Якушевой (24 января 1934 — 6 октября 2012). Познакомились в студенческие годы, были женаты с 1957 по 1965. Причиной развода стали новые отношения Юрия[14].
  - У них родилась дочь Татьяна, которая впоследствии стала радиожурналисткой[15].
  - Внуки:
    - Варвара Визбор — певица;
    - Юрий Визбор-младший (Лобиков) — композитор, музыкант.
- Второй женой в 1967 году стала актриса Евгения Уралова (19 июня 1940 — 17 апреля 2020), с которой Визбор познакомился на съёмках фильма «Июльский дождь»[16].
  - В этом браке родилась дочь Анна. После измены Визбора супруги развелись[17][18].
- Третий раз Визбор женился в 1974 году на художнице Татьяне Лаврушиной. Брак продлился чуть больше полугода[19].
- В четвёртый раз Визбор женился в 1979 году, после 5-летнего знакомства, на журналистке Нине Филимоновне Тихоновой (27 сентября 1938 — 24 мая 2013). Похоронена на кладбище Ракитки[16][17][20].

## Творческое наследие
Вышли пластинки, кассеты, книги стихов и прозы:
- «Туристские Песни» (EP 1968 Мелодия - ГД 000937-8);
- «Наполним музыкой сердца» (LP 1985 Мелодия - М60 46691 000);
- «…Я Хочу, Чтобы Вы Не Забыли Меня» (2 LP 1992 Петербургская Студия Грамзаписи - R60 00669-72);
- «На Концерте Юрия Визбора» (2 LP 1994 Aprelevka Sound Inc. - M 0061);
- «Не Верь Разлукам, Старина» (LP 1994 Aprelevka Sound Inc. - M 0061);
- «Я сердце оставил в синих горах…» (1986);
- «Сад вершин» (1988);
- «Верю в семиструнную гитару» (1994);
- «…И льёт на пустыни мои доброта…» (1994);

### Список песен и стихов
В разделе приведён список песен, написанных Юрием Визбором на свои стихи. Их полное собрание опубликовано в двухтомнике «Юрий Визбор. Сочинения» в серии «Голоса. Век ХХ».
| Дата или год написания          | Первая строка                                                                 | Название | Примечания |
| 1948                            | Поёт пассат, как флейта, в такелаже                                           | Поёт пассат, как флейта, в такелаже                                                                               | Первое стихотворение Ю. Визбора, написанное в 8-м классе средней школы; парафраз известного произведения Л. Мартынова «Вот корабли прошли под парусами». В собрании сочинений опубликовано в приложении от составителя. |
| 1951                            | Над рекой рассвет встаёт…                                                     | — | Опубликовано в разделе «Песни и стихи, написанные по случаю». Песня на заимствованную мелодию. |
| 28.3.1952                       | Бивуак наш, словно Сочи…                                                      | Бивуак | Опубликовано в разделе «Песни и стихи, написанные по случаю». На мелодию популярной песни «На-ни-на» из репертуара В. Канделаки. В песне упоминается В. Г. Маландин — организатор туризма в МГПИ, друг Ю.Визбора в студенческие годы. |
| 7.5.1952                        | Теберда, Теберда…                                                             | Теберда | Раннее стихотворение, опубликовано в разделе «Охотный ряд». В музыке использована мелодия песни Е. Жарковского «Прощайте, скалистые горы». |
| 10.12.1952                      | Чутко горы спят, Южный Крест залез на небо…                                   | Мадагаскар | Написана на лекции в МГПИ. Первая, ставшая известной, песня автора. Написана на мелодию А. Цфасмана из популярного в то время спектакля Центрального театра кукол «Под шорох твоих ресниц». Существуют 3 дополнительные строфы, написанные не Ю. Визбором (фольклор). Чаще всего в «самиздатских» сборниках встречается: «Помнишь южный порт и накрашенные губы, // И купленный за доллар поцелуй? // Осторожней, друг: эти ласки слишком грубы — // Напрасно ими сердце не волнуй».                                                                                           |
| 1952                            | Лишь утром снега берегут…                                                     | Где небо состоит из тьмы и снега                                                                                  | Ранние стихотворения, опубликованы в разделе «Охотный ряд». Написаны на Западном Кавказе. |
| 1952                            | Семафор нам блеснул, как зарница…                                             | Путевая | Опубликовано в разделе «Песни и стихи, написанные по случаю». В соавторстве с И. Мотяшовым. Песня на музыку Б. Мокроусова к «Песне защитников Москвы» на стихи А. Суркова («В атаку стальными рядами»). |
| 11.2.1953                       | Этот лётчик был мальчишка…                                                    | Парень из Кентукки                                                                                                | Музыка С. Богдасаровой". Тема связана с народно-освободительной войной вьетнамского народа с французскими колониалистами (1945—1954), в которой участвовали и США. |
| ноябрь 1953                     | Полночь в зените…                                                             | Старые ели | Написано в соавт. с М. Кусургашевым. Музыка В.Красновского. |
| декабрь 1953                    | Чёрная вершина мёрзлой ели…                                                   | — | Ранние стихотворения, опубликованы в разделе «Охотный ряд» |
| 11.12.1953                      | Мирно засыпает родная страна…                                                 | Гимн МГПИ | Написан в период учёбы автора. Музыка Ю. Визбора; стихи Ю. Визбора и Ю. Ряшенцева. |
| 1953                            | Камень чуть качнулся вперёд…                                                  | Каракая | Каракая — в переводе «Черная голова» — вершина Западного Кавказа. |
| 1953                            | В облаках стоят вершины…                                                      | Прощальная | На мелодию английской песни Второй мировой войны «В путь далекий до Типерери…» |
| сентябрь 1954                   | Над вершиной тонкой ели…                                                      | Кичкинекол | Кичкинекол — вершина Западного Кавказа. Одна из первых опубликованных песен (литературно-художественный альманах «Приключения в горах», 1961). |
| 1954                            | Кончен день морозный…                                                         | Карельский вальс                                                                                                  | Муз. С. Богдасаровой. В 1956 году при подготовке песни к исполнению в программе отдела молодёжного вещания Главной редакции пропаганды Московского радио по предложению редакции были изменены две последние строчки припева, однако их исходный вариант сохранился в студенческой среде МГПИ: «Дали карельских озёр Будут нам часто сниться И за вершинами гор, И в столице родной». Песня была исполнена на радио октетом под руководством Ады Якушевой. |
| ноябрь 1955                     | Ветер влетает на площадь…                                                     | На Красной площади                                                                                                | Опубликовано в многотиражке «Ленинец» МГПИ 7 ноября 1955 года. |
| 1956                            | В Архангельском порту причалил ледокол…                                       | Маленький радист                                                                                                  | |
| 1956                            | Я смутно помню огни вокзала…                                                  | Не грусти, сержант                                                                                                | |
| 1956                            | Я помню тот край окрыленный…                                                  | Синие горы | |
| 1956                            | Синей дымкою горы подёрнулись…                                                | Кавказ | Написана совместно с Юрием Ряшенцевым. |
| 1957                            | У романтиков одна дорога: Обойдя все страны и моря…                           | Романтики | |
| 1958                            | Вот флаг на мачте бьется, горит в ночи звезда…                                | Разлука | |
| 1958                            | Жак Лондрей, уроженец Парижа, переехал в иные края…                           | Жак Лондрей | На мотив песни Жоржа Брассенса Brave Margot |
| 1958                            | Он возвращался с работы поздно…                                               | Парень по кличке Нос                                                                                              | |
| лето 1958                       | Вечер спрятался на крышу, в тишине шаги звенят…                               | Вечерняя песня | |
| декабрь 1958                    | Бегут, бегут, бегут колеса В тумане ночном.…                                  | Бегут, бегут, бегут колеса                                                                                        | Написана совместно с Адой Якушевой |
| 4 февраля 1959                  | Есть долина мечты в отдалённых горах…                                         | Долина мечты | |
| 1959                            | Снова просеки костром горят…                                                  | Здравствуй, осень!                                                                                                | |
| 1959                            | Новостроек призывное знамя…                                                   | Это мы | Музыка А. Пахмутовой; слова Ю. Визбора и Максима Кусургашева. Другое название: «Марш молодых строителей» (с первойI строкой «Мы немало, товарищ, с тобою…»). В тексте песни использована цитата («Коммунизм — это молодость мира, и его возводить молодым!») из стихотворения В. В. Маяковского «МЮД» (1926). |
| 1960                            | Замотало нас невозможно…                                                      | Курильские острова                                                                                                | |
| 1960                            | Кончилось лето жаркое…                                                        | Шхельда | |
| 1960                            | Ночами долго курят астрономы…                                                 | Астрономы | |
| 1960                            | Нажми, водитель, тормоз наконец…                                              | Охотный ряд | |
| 1960                            | Любовь моя, Россия!…                                                          | Россия | На мелодию песни А. Эшпая «Москвичи»(1958, стихи Е. Винокурова). |
| 1960                            | Тихим вечером, звёздным вечером…                                              | Подмосковная | Вышла в звуковом журнале «Кругозор» № 12, 1972. Была издана на первой авторской (посмертной) пластинке «Наполним музыкой сердца» (1985). Известна на музыку Ю. Визбора, существует ещё одна мелодия, принадлежащая С. Богдасаровой. |
| 1960, 1940                      | Если я заболею, — к врачам обращаться не стану…                               | Если я заболею | Музыка Ю. Визбора — по стихам Ярослава Смелякова (1940). Использована в фильме «Берегись автомобиля», где её исполняет дуэт Иннокентия Смоктуновского и Олега Ефремова. |
| 19.4.1961                       | Лыжи у печки стоят…                                                           | Домбайский вальс                                                                                                  | Написана на Кавказе, в альплагере «Алибек». Вышла в звуковом журнале «Кругозор» № 8, 1966. Является первой песней, исполненной в космосе и транслировавшейся по Московскому радио. Пел её космонавт А. Иванченков, избранный впоследствии почётным председателем Московского клуба самодеятельной песни. |
| 1961                            | На плато Расвумчорр не приходит весна…                                        | На плато Расвумчорр                                                                                               | Первая песня, написанная автором в новом жанре «песни-репортажа», во время журналистской командировки на Кольский полуостров. Впервые опубликована в первом номере звукового журнала «Кругозор» за 1964 г. Расвумчорр — плато в Хибинских горах, на Кольском полуострове. |
| 1961                            | Через скальные Волчьи Ворота…                                                 | Волчьи Ворота | |
| 1961                            | Глухим путем геологи шагают…                                                  | В твоей душе | |
| 1961                            | Ну так что же рассказать о зиме?…                                             | Зимняя песня | |
| 1962                            | Забудь про всё…                                                               | Хамар-Дабан | В районе этого хребта на южном и юго-восточном побережье озера Байкал Ю. Визбор никогда не был. Сочинение песни было навеяно рассказами М. Кусургашева о туристском походе по этим местам. |
| 1962                            | Оставь свою печаль до будущей весны…                                          | Следы | |
| 1962                            | Горит фонарик на крыле…                                                       | Турбины ТУ | |
| 1962                            | Вставайте, граф, рассвет уже полощется…                                       | Вставайте, граф                                                                                                   | |
| 1962                            | Спокойно, дружище, спокойно…                                                  | Спокойно, дружище                                                                                                 | Посвящается В. Самойловичу. Использована в фильме «Июльский дождь», в авторском исполнении. Вариант 1-й строки: «Спокойно, товарищ, спокойно!…» |
| 1963                            | В полуночном луче с базукой на плече…                                         | Базука | Написана на основании воспоминаний Юрия Визбора о своей армейской службе, которую он проходил в Кандалакшском районе Мурманской области. |
| 1963                            | Извиняюсь, но здесь не табор и не кони на водопой…                            | Десантники слушают музыку                                                                                         | |
| 1963                            | Вот что я видел: курит командир…                                              | Командир подводной лодки                                                                                          | |
| 1963                            | А начиналось дело вот как: погасла жёлтая заря…                               | Карибская песня                                                                                                   | |
| 1963                            | Якоря не бросать — мы давно знаем старую заповедь…                            | Якоря не бросать                                                                                                  | |
| 1963                            | Снова плывут на закате мимо него корабли…                                     | Остров Путятин | |
| 1963                            | Ищи меня сегодня среди морских дорог…                                         | Синий перекрёсток                                                                                                 | Музыка создана в соавторстве с С. Богдасаровой. Другое название «Перекрёсток двенадцати ветров». Вошла в пьесу Ю. Визбора и М. Захарова «Автоград-XXI». |
| 1963                            | А мы сидим и просто курим…                                                    | Океан | |
| 1963                            | А распахнутые ветра снова в наши края стучатся…                               | Распахнутые ветра                                                                                                 | |
| 1963                            | Три тыщи лет стоял Кавказ…                                                    | Слаломисты | |
| 1963                            | На Востоке, на Востоке Сосны низкие растут…                                   | Давным-давно | |
| 1963                            | Взметнулась вверх рука, прощай! Пока…                                         | Взметнулась вверх рука                                                                                            | |
| 1963                            | Никто не ждет меня, не курит у огня…                                          | Командировка | |
| 1963                            | Разрешите войти, господин генерал…                                            | Доклад | |
| 1963                            | Не замечая бабьего лета…                                                      | Песня о Поэтах | |
| 1964                            | Так вот моё начало, вот сверкающий бетон…                                     | Так вот моё начало                                                                                                | |
| 1964                            | Да обойдут тебя лавины в непредугаданный твой час!…                           | Да обойдут тебя лавины                                                                                            | |
| 1964                            | Заканчивай, приятель, ночевать…                                               | Заканчивай, приятель, ночевать                                                                                    | |
| 1964                            | А была она солнышка краше…                                                    | Лирическая-диалектическая                                                                                         | |
| 1964                            | Приходи ко мне, Бригитта…                                                     | Бригитта | |
| 1964                            | Ты у меня одна…                                                               | Ты у меня одна | Посвящается Т. Масленковой. В 1960-е годы среди московских студентов была популярна песня с припевом: «Во всём виновата весна // И ласковый месяц апрель. // Ты у меня одна — // И никому не верь». Возможно, строка из неё подсказала Ю. Визбору тему песни. |
| 1964                            | Сижу я как-то, братцы…                                                        | Рассказ технолога Петухова                                                                                        | Вариант названия: «Рассказ технолога Петухова о своей встрече с делегатом форума». Полное название: «Рассказ технолога Петухова о своей встрече с делегатом форума стран Азии, Африки и Латинской Америки, которая состоялась 27 июля в кафе-мороженом „Звёздочка“ в 17 часов 30 минут при искусственном освещении». За эту песню Ю. Визбор подвергался критике. Авторство песни ошибочно приписывалось В. Высоцкому и А. Галичу. Чтобы по возможности избавить автора от преследования, редакция журнала «Кругозор» в 1965 году направила его в продолжительную командировку. |
| ноябрь 1964                     | Пошёл на взлет наш самолёт…                                                   | Ночной полёт | |
| весна 1965                      | Трактора стоят среди дороги…                                                  | Река Неглинка | |
| весна 1965                      | Ни шагов, ни шороха, и снова тишина щемящая стоит…                            | Босанова | |
| весна 1965                      | То ли снег принесло с земли…                                                  | Кострома | |
| весна 1965                      | По судну «Кострома» стучит вода…                                              | 3 минуты тишины                                                                                                   | Написана на севере во время плавания на судне «Кострома» в Баренцевом и Норвежском морях. Была издана на первой авторской (посмертной) пластинке «Наполним музыкой сердца» (1985). |
| весна 1965                      | Я на земле бываю редко…                                                       | Окраина земная | |
| весна 1965                      | Штили выметая облаками…                                                       | Штили | |
| 1965                            | Ты думаешь так — капитанская кепка…                                           | Тралфлот | |
| 1965                            | И вновь в поход — сигнал тревоги слышен…                                      | Ракетный часовой                                                                                                  | |
| 1965                            | Дорог на свете много, но выше не найдешь…                                     | Репортаж с трассы Хорог — Ош                                                                                      | |
| 1965                            | А зимою трасса белая…                                                         | Трасса Хорог — Ош                                                                                                 | |
| 1965                            | - Ну вот и поминки за нашим столом…                                           | Поминки | Памяти друга Ю. Визбора А. Сардановского, скончавшегося после тяжёлой болезни. Иногда исполнение этой песни автор посвящал М. Хергиани, выдающемуся советскому альпинисту, погибшему при восхождении на пик в Доломитовых Альпах. |
| 1965                            | А кто там с сером свитере и в шапочке такой…                                  | Горнолыжная | |
| 1965                            | В горах дожди, в горах седое небо…                                            | В горах дожди | |
| 1965                            | — Свободен? — Куда везти?…                                                    | Такси | |
| 1965                            | Кому — чины, кому — награды…                                                  | Зеленое перо | |
| 1965                            | С моим Серёгой мы шагаем по Петровке…                                         | Серёга Санин | Написана на основе реальных событий, происшедших в 1958 году на одной из советских военных баз в Казахстане. Песня нравилась В. Высоцкому. |
| 1965                            | Заблестели купола — глядь, страна Хала-Бала…                                  | Хала-Бала. Коллегам по редакции журнала «Кругозор»                                                                | Написана Ю. Визбором в командировке, в которую он был в 1965 году направлен редакцией журнала «Кругозор», чтобы избавить от возможного преследования за «крамольную» песню «Рассказ технолога Петухова». Название предположительно происходит от англ. слова hullabaloo — «шум», «гам», «гвалт», «буза» — впервые употребленного в печати в 1762 году писателем Тобайасом Смоллетом в романе «Приключения сэра Ланселота Гривза». |
| 1965                            | На проезжей на дороженьке, что приводит в старый Рим…                         | Безбожники | |
| 1965                            | На этом свете нет чудес, хотя поверий груда…                                  | Чудо | |
| 1965                            | Воскреси мне луну золотую…                                                    | Археологи | |
| 1966                            | Я гляжу сквозь тебя тебя, вижу синие горы…                                    | Я гляжу сквозь тебя тебя                                                                                          | |
| 1966                            | Ты как хочешь: пиши — не пиши…                                                | Азиатская песня                                                                                                   | |
| 1966                            | А за бортом представляешь, как дует…                                          | Прощание с Сибирью                                                                                                | |
| 1966                            | А ну-ка попробуй подобно стреле…                                              | Водные лыжи | |
| 1966                            | Не пожелай ни дождика, ни снега…                                              | Курсант | Посвящается П. Шкляруку (1946—1966), лётчику-курсанту, который погиб в авиакатастрофе, спасая людей на земле. |
| лето 1967                       | Вот это для мужчин…                                                           | Песня альпинистов                                                                                                 | Посвящается альпинисту В. Кавуненко. Написана на Памире, на пике Ленина. Существует вариант названия песни по 1-й строке. Была издана на I авторской (посмертной) пластинке «Наполним музыкой сердца» (1985). |
| 1967                            | По краю воронок — березок столбы…                                             | Грибы | |
| 1968                            | Я бы новую жизнь своровал бы, как вор…                                        | Я бы новую жизнь                                                                                                  | |
| август 1968                     | Один рефрижератор — представитель капстраны…                                  | Ботик | В музыке использованы народные интонации. Была популярна в студенческой среде по всему Советскому Союзу. |
| 1969                            | В кабинете Гагарина тихо, Тихо-тихо. Часы не идут…                            | В кабинете Гагарина тихо…                                                                                         | Написана к открытию Мемориального музея Ю. Гагарина в г. Гжатске (1970), годом ранее переименованном в честь погибшего космонавта. |
| 1969                            | Так выпьем, ребята, за Женьку!…                                               | Тост за Женьку | |
| 1969                            | Вот и все. Заправлены моторы, внесена пятерка за багаж…                       | Республика Тува                                                                                                   | |
| 1970                            | В голове моего математика вся вселенная встала вверх дном…                    | Новая Земля | |
| 1970                            | Задраены верхние люки…                                                        | Песня о подводниках                                                                                               | |
| 1970                            | А в тени снег лежит, как гора (Здравствуй, здравствуй, мой сретенский двор!…) | Сретенский двор                                                                                                   | Сретенка — улица в центре Москвы, где прошли детство и юность Ю. Визбора. Песня была издана на первой авторской (посмертной) пластинке «Наполним музыкой сердца» (1985). |
| 1970                            | В седом лесу под Юхновом лежат густые тени…                                   | Ванюша из Тюмени                                                                                                  | Посвящена курсантам Подольского пехотного училища, написана на мелодию Б. Окуджавы («Прощание с Польшей» — «Мы связаны, Агнешка, с тобой одной судьбою»). В районе г. Юхнова Калужской области в 1941—1942 годах шли тяжёлые бои. |
| 1970                            | Слушаю. Да. Алло!… (Телефон-автомат у неё, телефон на столе у меня…)          | Телефон | Песня из цикла «Диалоги». Была издана на первой (посмертной) пластинке Ю. Визбора «Наполним музыкой сердца» (1985). |
| 1970                            | Вот прекрасная оценка наших бедствий на бегу…                                 | Католическая церковь                                                                                              | |
| 1970                            | У дороги корчма…                                                              | Корчма | |
| 1970                            | Там, в маленьком кафе…                                                        | Западный Берлин                                                                                                   | |
| 26.7.1972                       | Где-то в небе возникли высокие звуки…                                         | Шереметьево | Другое название — «Песня о России». |
| 1972                            | Мы это дело разом увидали…                                                    | Рассказ ветерана                                                                                                  | «Это прямая литзапись рассказа, услышанного мной на слёте ветеранов», — говорил Ю. Визбор. Была издана на первой авторской (посмертной) пластинке «Наполним музыкой сердца» (1985), под названием «Виталий Палыч». Под этим названием песню также исполнял В. Мулерман (двойной диск-гигант "Глядят на нас фронтовики", "Мелодия", 1981). |
| 1972                            | Качка. Каспий. Волны, вечно шумящие, здрасьте!…                               | Остров сокровищ                                                                                                   | Написана специально для концерта в Баку во время гастролей Ю. Визбора по городам СССР. |
| 1972                            | Кем приходишься мне ты, не знаю…                                              | Зайка | |
| 1973                            | Товарищ генерал, вот добровольцы…                                             | Цена жизни (Полоцк)                                                                                               | о событиях Полоцкой наступательной операции лета 1944 года |
| 1973                            | Мне твердят, что скоро ты любовь найдёшь...                                   | Мне твердят | |
| 1973                            | Мы снова курим рыжую махорку…                                                 | Караульная служба                                                                                                 | |
| 1973                            | Пахнет луна сосной, по тишине лесной…                                         | Велосипед | |
| 1973                            | Мы стояли с пилотом ледовой проводки…                                         | Чукотка | |
| 1973                            | Отчего поет человек? — Потому что он очень мудрый…                            | Бухта Певек | |
| 1973                            | Я иду на ледоколе, ледокол идёт по льду…                                      | Я иду на ледоколе                                                                                                 | |
| 12.6.1973                       | Всем нашим встречам разлуки, увы, суждены…                                    | Милая моя | Посвящается VI туристскому фестивалю песни памяти Валерия Грушина. Одна из наиболее известных песен Ю. Визбора. Варианты названия: «Солнышко лесное», «Лесное солнышко». Песня стала народной. |
| 1.8.1973                        | Нет мудрее и прекрасней средства от тревог…                                   | Ночная дорога | Музыка Виктора Берковского и С. Никитина, слова Ю. Визбора. Песня была издана на I (посмертной) пластинке Ю. Визбора «Наполним музыкой сердца» (1985), в исполнении Ю. Визбора, Татьяны и Сергея Никитиных, также популярна в исполнении бардовского коллектива «Песни нашего века». |
| 1.12.1973                       | Я вам песню спою об одном гитаристе…                                          | Баллада о Викторе Хара                                                                                            | |
| 1975                            | Три авоськи, три коробки, — На, попробуй, донеси!…                            | Женщина | |
| 1975                            | Гонит ночь облака…                                                            | Поселок Турист | |
| 2.7.1975                        | Наполним музыкой сердца!…                                                     | Наполним музыкой сердца                                                                                           | Посвящается А. Межирову. В 1985 году была издана на I авторской (посмертной) одноимённой пластинке. |
| 21.11.1975                      | А будет это так: заплачет ночь дискантом…                                     | А будет это так                                                                                                   | |
| апрель — 3.5.1976               | Впереди лежит хребет — скальный…                                              | — | Посвящается В. Смехову. На мелодию и по мотивам песни А. Краснопольского «Фантазия». |
| 27.7.1976                       | Здравствуй-здравствуй, я вернулся!…                                           | Здравствуй, я вернулся!                                                                                           | Посвящается Н. Тихоновой. Написана в Фанских горах. |
| 28.7.1976                       | Я сердце оставил в Фанских горах…                                             | Фанские горы | Написана в Фанских горах. Известна редакция, где слова «Фанские горы» заменены на «синие горы». |
| октябрь 1976 — 3 апреля 1977    | Когда кончается сезон удачи…                                                  | Манеж | Посвящена Н. Тихоновой. На мелодию песни "Ma vie c'est un manège" французской шансонье Николетты. Авторы музыки: британцы Johnny Worth и Les Reed. Другое название «Сезон удачи». |
| май — 6.6.1977                  | Нас исполняет музыка по лицам…                                                | Сорокалетье | Фагот — персонаж романа М. Булгакова «Мастер и Маргарита». Была издана на первой авторской (посмертной) пластинке «Наполним музыкой сердца» (1985). |
| 28.6.1977                       | Когда в мой дом любимая вошла…                                                | Ходики | Написана на Памире. Была издана на первой авторской (посмертной) пластинке «Наполним музыкой сердца» (1985). |
| 6-7.7.1977                      | — Я не поняла: вы заказали?…                                                  | Излишний вес | Написана на Памире. Имеет подзаголовок: «Разговор двух дам, подслушанный правдивым автором в ресторане аэропорта города Челябинска, когда туда по случаю непогоды совершали посадки самолёты с различных направлений.» |
| 1977                            | А жена моя сейчас зажигает зажигалку…                                         | Правдивая песня о том, как я летел на самолёте и во время полёта размышлял, что же происходит сейчас в моей жизни | |
| 1977                            | Приду сюда хотя б весной…                                                     | Два Когутая | |
| 1978                            | Передо мною горы и река...                                                    | Передо мною горы и река                                                                                           | |
| 1978                            | Покидаю город Таллин, состоящий из проталин…                                  | Таллин | |
| 1978                            | Он за мною видно шел, взял за локоть: Слушай Люся…                            | Рассказ женщины (Случай у метро «Площадь Революции»)                                                              | |
| 17-20.8.1978                    | Свечка темно горит…                                                           | Непогода в горах                                                                                                  | Написана в горах Западного Кавказа, в альплагере «Узункол» добровольного спортивного общества «Спартак». |
| 13.4.1979                       | Лучше нет для нас подарка…                                                    | Речка Нара | Написана в самолёте во время авиарейса «Москва — Алма-Ата». |
| 1979                            | Есть город матросов, ночных контрабасов…                                      | Песня о Мурманске                                                                                                 | |
| 1979                            | Обучаю играть на гитаре ледокольщика Сашу Седых…                              | Обучаю играть на гитаре                                                                                           | |
| 5 января 1974; март—апрель 1980 | Наверно, мы увидимся не скоро…                                                | Притяженье звёздного пространства                                                                                 | Музыка С. Никитина, стихи Ю. Визбора. Существует вариант названия песни по 1-й строке. Написана на основе стихотворения 1974 года «Притяжение» для кинофильма «Земля, улетаем надолго» (1980), дополнена вводной строфой «Человек во что бы то ни стало Должен одолеть земную тяжесть…» |
| 22.10.1980                      | Нас везут в медсанбат...                                                      | Воспоминания о пехоте                                                                                             | |
| 1979 — 18.8.1981                | О моя дорогая, моя несравненная Леди!…                                        | Леди | Имела подзаголовок: «Песня, начатая в Восточно-Сибирском море и дописанная на Чёрном море». Написана в Туапсе. В одном[каком?] из документальных фильмов памяти автора отмечался мистический характер главной «героини» песни. |
| 7.5.1981                        | Нам бы выпить перед стартом, но другие помешают…                              | Нам бы выпить перед стартом                                                                                       | |
| 1981                            | Налей чайку зелёного, налей…                                                  | Октябрь. Садовое кольцо                                                                                           | |
| 10.2.1982                       | Забудется печаль и письма от кого-то…                                         | Работа | Прозвучала в кинофильме «Нежность к ревущему зверю» (1982), в котором Визбор исполнил роль журналиста Одинцова. |
| 8-12.04.1982                    | Эх, жертва я доверия, беды своей родитель…                                    | Укушенный | |
| 8.6.1982                        | Когда перед тобою возникает красивая и трудная гора…                          | Третий Полюс | Посвящается советским альпинистам — восходителям на Эверест в 1982 году. |
| 11.6.1982                       | Привет тебе, Володя, с Садового кольца…                                       | Письмо | Памяти В. Высоцкого |
| 1982                            | Теперь толкуют о деньгах…                                                     | Деньги | |
| май — 6.6.1983                  | Увы, мои друзья, уж поздно стать пилотом…                                     | Авто | Написана в Пахре. |
| октябрь — 31.10.1983            | Смотри-ка, дорогая, к нам радуга в гости!                                     | Радуга | Имеет подзаголовок «Диалог о соотношении возвышенного и земного». Написана в Пахре. |
| ноябрь 1983                     | Забытый миллионами людей…                                                     | Забытый миллионами людей                                                                                          | Последнее стихотворение Ю. Визбора. |
| 1983                            | А функция заката такова…                                                      | Функция заката | Неоконченная песня, после смерти автора текст дописан А. Медведенко. Желая процитировать Ю. Ф. Карякина, Визбор, скорее всего, имел в виду его слова «Время — тоже Родина». |
| 1983                            | А помнишь, друг, команду с нашего двора?…                                     | Волейбол на Сретенке                                                                                              | |
| 1983                            | Блажен, кто поражен летящей пулей…                                            | Блажен, кто поражен летящей пулей                                                                                 | |
| 4-9.3.1984                      | Вот и опять между сосен открылась картина…                                    | Цейская | Написана в альплагере «Цей» в Цейском ущелье Восточного Кавказа. Последняя песня Ю. Визбора. |

### Дискография
| - Полночь в зените (1950—1959) - Просто парень из тайги (1959—1963) - Мы впереди планеты всей (Рассказ технолога Петухова) (1963—1965) - Я гляжу сквозь тебя (1965—1966) - Осенние дожди (1966—1970) - Здравствуй, белый пароходик (1970—1973) - Надеюсь видеть вас счастливыми (1973—1976) - Когда горит звезда (1976—1978) - Я в долгу перед вами (1978—1981) - Вот уходит наше время (1981—1984) - Солнышко лесное - Ночная дорога - Песня альпинистов - Фанские горы - Взметнулась вверх рука - Бригантина | - Шхельда - Кандалакша - Домбайский вальс - Серёга Санин - Мама, я хочу домой! - Рассказ ветерана (Виталий Палыч) - Вставайте, граф - Если я заболею - Ты у меня одна - Подмосковная зима - Базука - Я иду на ледоколе - Телефон - Милая моя - Ботик - Песня-репортаж о подвиге курсанта Павла Шклярука «24 секунды подвига („Курсант“ и „Пропали все звуки“)» (1966) |

### Песня «Осенние дожди» и песня «Перевал»
Курьёзным образом у песни «Осенние дожди» (1970) «Видно, нечего нам больше скрывать…» образовалась устойчивая «народная» версия из категории «популярные песни у костра», называемая обычно «Перевал». В музыке упростились мелодия и аккорды, а в тексте возникли небольшие правки, изгоняющие горькую авторскую интонацию и заменяющие её на героическо-романтическую, например «Просто нечего нам больше терять» на месте авторской «Просто нечего нам больше скрывать» или «Каждый сделал всё, что мог, всё, что мог», там где у Визбора был глагол «предал». Также «ненужный» анахронизм «и слуга войдёт с оплывшей свечой» часто заменяется на «и луна взойдёт оплывшей свечой».

### Фильмография

#### Актёр
— главная роль

| Год  |     | Название                   | Роль                                         |
| ---- | --- | -------------------------- | -------------------------------------------- |
| 1966 | ф   | Июльский дождь             | Алик                                         |
| 1967 | ф   | Возмездие                  | Захаров                                      |
| 1969 | ф   | Красная палатка            | Франтишек Бегоунек                           |
| 1969 | ф   | Мой папа — капитан         | попутный пассажир                            |
| 1969 | кор | Рудольфио                  | Рудольф                                      |
| 1970 | ф   | Белорусский вокзал         | Балашов                                      |
| 1970 | ф   | В Москве проездом…         | сотрудник «Вечерней Москвы»                  |
| 1970 | ф   | Начало                     | Степан Иванович                              |
| 1970 | ф   | Ночная смена               | Ковалёнков                                   |
| 1970 | ф   | Переступи порог            | Виктор Васильевич                            |
| 1971 | ф   | Ты и я                     | Саша                                         |
| 1973 | с   | Семнадцать мгновений весны | Мартин Борман (озвучил Анатолий Соловьёв)    |
| 1975 | ф   | Дневник директора школы    | Павел Смирнов (озвучил Александр Демьяненко) |
| 1977 | тф  | Миг удачи                  | Юрасов                                       |
| 1979 | док | Мурманск-198               | Имя персонажа не указано                     |
| 1982 | тф  | Нежность к ревущему зверю  | Одинцов                                      |

#### Сценарист
- 1961 — Выше неба
- 1961 — С добрым утром, горы снежные (документальный фильм)
- 1971 — Вахта на Каме (документальный фильм)
- 1974 — Челюскинская эпопея
- 1974 — Доктор
- 1979 — Хлеб легким не бывает (документальный телефильм)
- 1980 — Мурманск-198 (документальный фильм)
- 1981 — Год дракона
- 1982 — Город под Полярной Звездой (документальный)
- 1984 — Капитан Фракасс
- 1984 — Стратегия победы (документальный сериал). В 1995 году вышла новая версия сериала.
- 1985 — Прыжок — посмертно
- 1986 — Берёзовая ветка (телеспектакль) — посмертно
- 1993 — Завтрак с видом на Эльбрус (снят по одноимённой повести Юрия Визбора)

#### Композитор
- 1967 — Июльский дождь — совместно с Евгением Клячкиным и Булатом Окуджавой
- 1986 — Берёзовая ветка (телеспектакль) — посмертно

#### Голос за кадром
- 1971 — Лев Яшин (документальный) — читает текст
- 1971 — «Вахта на Каме» (документальный фильм) — читает дикторский текст
- 1972 — Зимородок — исполняет песню «Зимородок» (муз. Оскара Фельцмана, слова Юрия Яковлева)
- 1976 — Такая она, игра — исполняет песню «Верный путь»
- 1979 — На полюс! — дикторский текст и текст песни
- 1982 — Город под Полярной Звездой (документальный)
- 1983 — Не было бы счастья… — от автора

#### Песни к кинофильмам
- Песня «Мама, я хочу домой»[35] в фильме День счастья.
- Песни в авторском исполнении в кинофильме «Такая она, игра» (реж. Н. Малецкий, В. Попков, киностудия имени А. Довженко);
- Для использования написанной гораздо раньше песни «Серёга Санин» (в авторском исполнении), создатели кинофильма «Нежность к ревущему зверю» пошли на изменение имени одного из главных героев;
- Текст песни «Александра» к фильму «Москва слезам не верит» (совместно с С. Я. Никитиным и Д. А. Сухаревым).
- Песня «Ты у меня одна» проходит рефреном через одноимённый фильм «Ты у меня одна». Песня была популярна во времена молодости героев фильма.
- Несколько песен в художественном фильме «Мой папа — капитан», киностудия им. Горького, 1969.

### Пьесы и инсценировки
- 1973 — «Автоград XXI», совместно с Марком Захаровым, реж. Марк Захаров — «Ленком»
- 1975 — «В списках не значился», по роману Б. Л. Васильева, реж. Марк Захаров — «Ленком»
- 1983 — «Завтрак с видом на Эльбрус» (повесть)
- 1985 — «Берёзовая ветка» — Ярославский академический театр драмы имени Ф. Волкова

Впервые на профессиональной сцене пьеса «Берёзовая ветка» была поставлена в июне 1985 года во Владивостоке. Это был дипломный спектакль студентов театрального факультета Дальневосточного института искусств. Режиссёр, руководитель курса Сергей Гришко.

## Память

Мемориальная доска Юрию Визбору в Москве

Памятник на могиле Визбора

- В 2013 году в городе Самара одна из улиц названа именем Ю. Визбора[36].
- 27 марта 2006 года на горе Чегет (Кабардино-Балкарская Республика) во время проведения VII Фестиваля горнолыжной авторской песни «Приэльбрусье-2006» была установлена мемориальная доска Ю. И. Визбору.
- 10 октября 2015 года на фасаде дома 5, стр. 7 по Ананьевскому переулку в Москве, где Визбор проживал с 1942 по 1949 год, была установлена мемориальная доска работы скульптора Андрея Забалуева и архитектора Михаила Корси[37][38].
- В Осташковском районе Тверской области ежегодно проводится фестиваль авторской песни «Распахнутые ветра» имени Юрия Визбора.
- В Москве (район Покровское-Стрешнево) существует спортивный клуб альпинистов и скалолазов имени Ю. Визбора[39].
- В Архангельской области в посёлке Кизема, где Юрий Визбор в своё время работал учителем, проводится фестиваль авторской песни, посвящённый его памяти[40].
- В Цейском ущелье РСО-Алания с 2004 года проводится фестиваль бардовской песни «Цейский вальс» памяти Ю. Визбора. Название дано в честь последней песни поэта «Цейская».
- В Китайском Тянь-Шане одна из гор названа Пиком Визбора.
- Вершина на Алтае в Северо-Чуйском хребте носит имя Барда Визбора.
- Именем Визбора назван астероид № 3260[41].

### Документальныефильмы
- 1987 — Два часа с бардами — один из героев фильма, использованы архивные съёмки.
- 1987 — Не верь разлукам, старина — использованы архивные съёмки.
- 1989 — Вершина Визбора
- 1999 — Юрий Визбор. Судьба и песни
- 2005 — Юрий Визбор — фильм из цикла «Как уходили кумиры».
- 2008 — Острова. Юрий Визбор
- 2009 — Не верь разлукам, старина
- 2017 — Последний день. Юрий Визбор.
- Юрий Визбор и Ада Якушева. Больше, чем любовь — телеканал «Культура».